# Anno VII del calendario rivoluzionario francese
L' anno VII del calendario rivoluzionario francese corrisponde agli anni 1798 e 1799 del calendario gregoriano; questo anno ha avuto inizio il 22 settembre 1798 ed è terminato il 22 settembre 1799.

## Concordanze
| 1 vendemmiaio  | 22 settembre |
| 9 vendemmiaio  | 30 settembre |
| 10 vendemmiaio | 1º ottobre   |
| 30 vendemmiaio | 21 ottobre   |
| 1 brumaio      | 22 ottobre   |
| 10 brumaio     | 31 ottobre   |
| 11 brumaio     | 1º novembre  |
| 30 brumaio     | 20 novembre  |
| 1 frimaio      | 21 novembre  |
| 10 frimaio     | 30 novembre  |
| 11 frimaio     | 1º dicembre  |
| 30 frimaio     | 20 dicembre  |
| 1              | 21 dicembre  |
| 11 nevoso      | 31 dicembre  |

| 12 nevoso    | 1º gennaio  |
| 30 nevoso    | 19 gennaio  |
| 1 piovoso    | 20 gennaio  |
| 12 piovoso   | 31 gennaio  |
| 13 piovoso   | 1º febbraio |
| 30 piovoso   | 18 febbraio |
| 1 ventoso    | 19 febbraio |
| 10 ventoso   | 28 febbraio |
| 11 ventoso   | 1º marzo    |
| 30 ventoso   | 20 marzo    |
| 1 germinale  | 21 marzo    |
| 11 germinale | 31 marzo    |
| 12 germinale | 1º aprile   |
| 30 germinale | 19 aprile   |

| 1 fiorile    | 20 aprile |
| 11 fiorile   | 30 aprile |
| 12 fiorile   | 1º maggio |
| 30 fiorile   | 19 maggio |
| 1 pratile    | 20 maggio |
| 12 pratile   | 31 maggio |
| 13 pratile   | 1º giugno |
| 30 pratile   | 18 giugno |
| 1 messidoro  | 19 giugno |
| 12 messidoro | 30 giugno |
| 13 messidoro | 1º luglio |
| 30 messidoro | 18 luglio |
| 1 termidoro  | 19 luglio |
| 13 termidoro | 31 luglio |

| 14 termidoro  | 1º agosto    |
| 30 termidoro  | 17 agosto    |
| 1 fruttidoro  | 18 agosto    |
| 14 fruttidoro | 31 agosto    |
| 15 fruttidoro | 1º settembre |
| 30 fruttidoro | 16 settembre |

| della virtù       | 17 settembre |
| del genio         | 18 settembre |
| del lavoro        | 19 settembre |
| dell'opinione     | 20 settembre |
| delle ricompense  | 21 settembre |
| della rivoluzione | 22 settembre |

## Avvenimenti
- 30 vendemmiaio (21 ottobre 1798) : Rivolta della popolazione de Il Cairo contro l'occupazione francese.
- messidoro/termidoro (luglio 1799) : Scoperta nel delta del Nilo della stele di Rosetta, chiave per decifrare i geroglifici egizi.
- 7 termidoro (25 luglio 1799) : battaglia di Aboukir
- termidoro/fruttidoro (agosto- settembre 1799) : insurrezione realista del 1799 nel Tolosano[1]
- 5 fruttidoro (22 agosto) : Bonaparte lascia l'Egitto per tornare in Francia, Jean Baptiste Kléber gli succede in Oriente.
- Bonaparte attacca la Siria per proteggersi dall'Impero ottomano ma viene sconfitto ad Acri.
- Esordio del governo del Consolato (fino all'anno XII (1804)).
- Seconda coalizione : Gran Bretagna, Austria, Russia, Turchia e Due Sicilie.
- Il Direttorio ristabilisce le imposte indirette sotto forma di diritti di concessione.